# Yevgeny Vakhtangov
Yevgeny Bagrationovich Vakhtangov, também transliterado como Evgeny ou Eugene (Vladikavkaz, capital da República de Ossétia do Norte-Alânia, situada ao sul da Rússia, 13 de fevereiro de 1883 – Moscou 29 de maio de 1922) foi um grande diretor de teatro russo, que criou novos paradigmas para o teatro de arte russo. Membro do Teatro de Arte de Moscou fez sua primeira montagem no o Estudio I, Celebração da Paz de Hauptmann (1914). Em 1918 abre o Estúdio Judeu, o Habimah, que iria dar origem em 1920 ao III Estúdio, quatro anos após sua morte, foi  nomeado de Teatro Vakhtangov (1926).

## Biografia
Filho de pais russo armênios, de Odessa in Vladikavkaz, freqüentou por pouco tempo a Universidade de Moscou. Amigo e mentor do grande ator Michael Chekhov, dirigiu seu próprio estúdio experimental de teatro, junto ao Teatro de Arte de Moscou de Stanislavski e Dantchenko em 1920. Tendo falecido de câncer em 1922, em 1926 o estúdio recebe o seu nome, apesar da curta experiência nos marcos do Teatro de Arte de Moscou.
Vakhtangov foi marcado pelas experiências de Vsevolod Meyerhold, mas juntou a elas as técnicas psico-físicas de Stanislavski, Nemirovich-Danchenko e de Sulergitsky. As duas principais produções sobre sua direção foram Turandot, texto de Carlo Gozzi, que estreou no ano de sua morte, "Othello" e a peça de Sh. An-sky The Dybbuk (1918)com o Grupo de Teatro Habimah.

## Montagens
- Erik XIV de Strindberg (1921). Estúdio I do TAM
- O Milagre de Santo Antonio de Maeterlinck (1921)
- O Casamento de Tchecov (1921). Estúdio III do TAM
- Dybbuk de Sh. An-sky (1922). Habimah
- A Princesa Turandot de Carlo Gozzi (1922). Estúdio III do TAM

## Repercussões

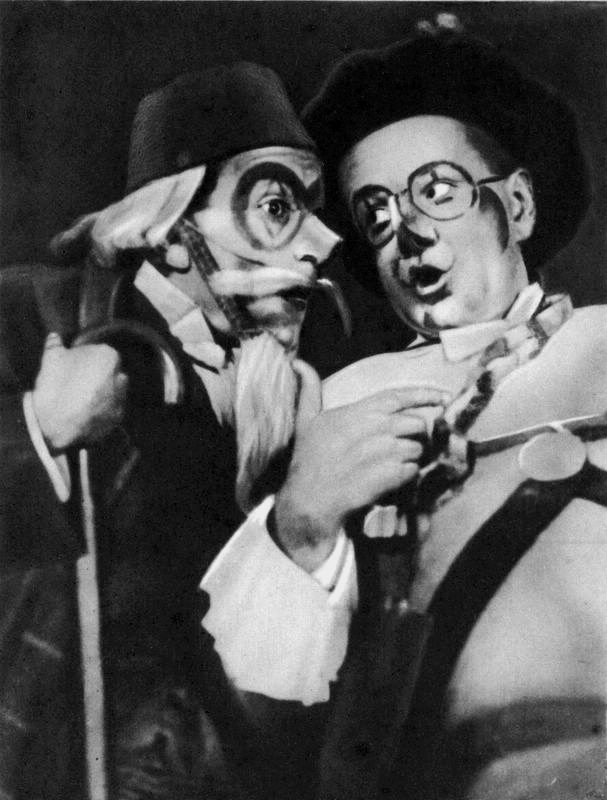
Pantaleão e Tartaglia - Turandot Montagem de 1922

Lee Strasberg afirma sobre o trabalho de Vakhtangov,na página da internet do Actors Studio: 
| “ | Se você examinar os produtos e usos do sistema de Stanislavski System, você vê um resultado. Se você o examina no trabalho de um de seus grandes alunos, Vakhtangov - que influenciou nosso pensamento e atividade - você verá um resultado completamente diferente. O trabalho de Vakhtangov foi realizado com muita competência, seu uso do sistema foi mais brilhante e imaginativo do que o de Stanislavski, e ainda Vakhtangov obteve resultados totalmente diferentes. | ” |

Bertolt Brecht afirmou que a complexa abordagem de Vakhtangov aprofundava as "contribuições de Stanislavski-Meyerhold". Afirma ainda Brecht que o legado de Vakhtangov ao teatro podia ser definido a partir de quatro afirmativas: 
1. Teatro é teatro
2. O como e não o que
3. Mais composição
4. Inventividade e Imaginação

Brecht critica o método de Vakhtangov pela ausência da questão social e da pedagógica na forma géstica. Para Brecht quando o ator de Vakhtangov dizia eu não estou rindo, eu estou demonstrando o riso, ninguém podia aprender nada desta demonstração.
Vakhtangov morre de cancer em 1922. A parte final de sua carreira aconteceu no ápice do teatro russo e soviético, entre a Revolução Bolchevique e a Guerra Civil, mas antes de mais nada antes da repressão e censura stalinista.